# Claus Sluter

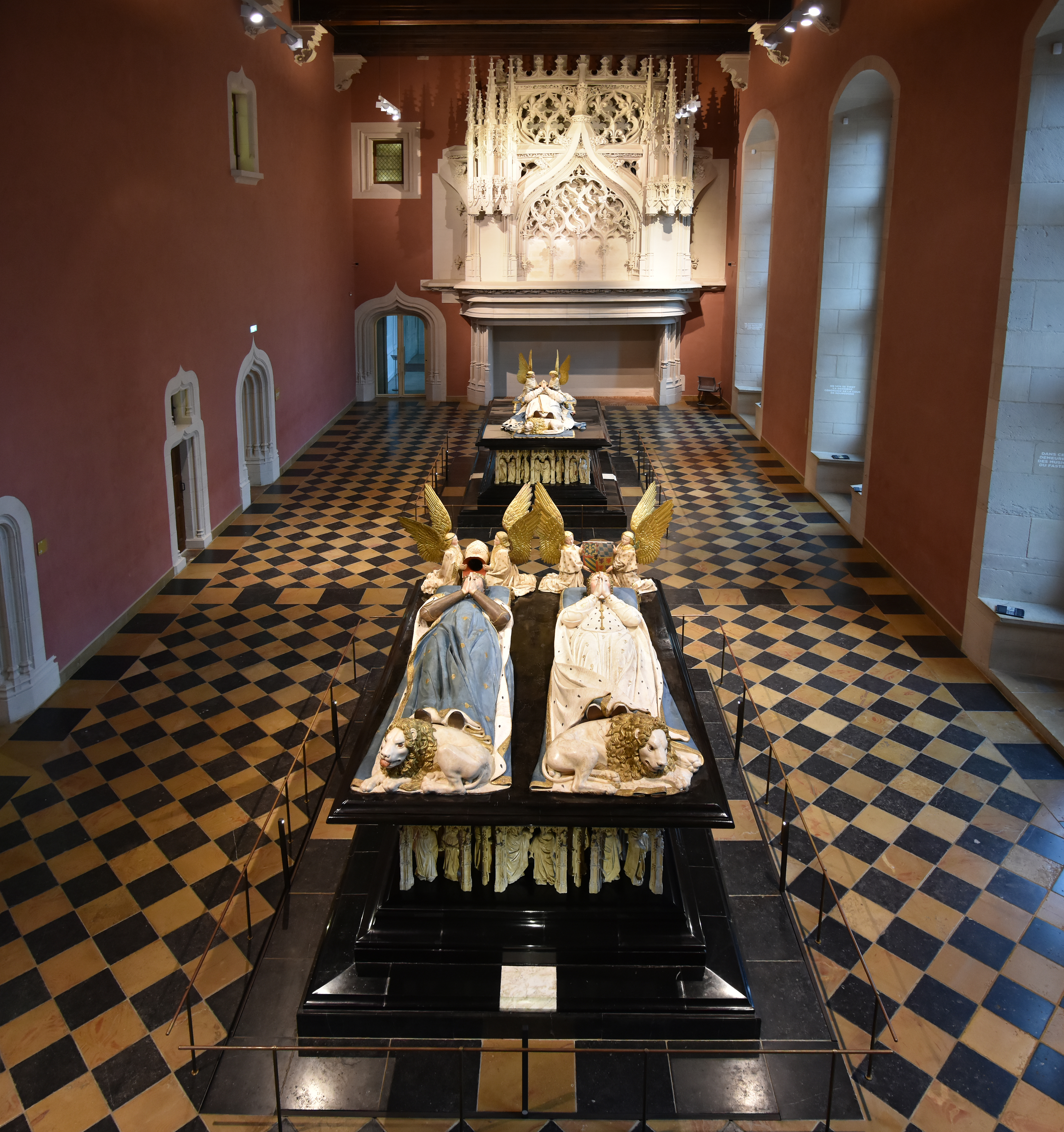
Drie praalgraven: bovenaan Filips de Stoute, daaronder Jan zonder Vrees en Margaretha van Beieren

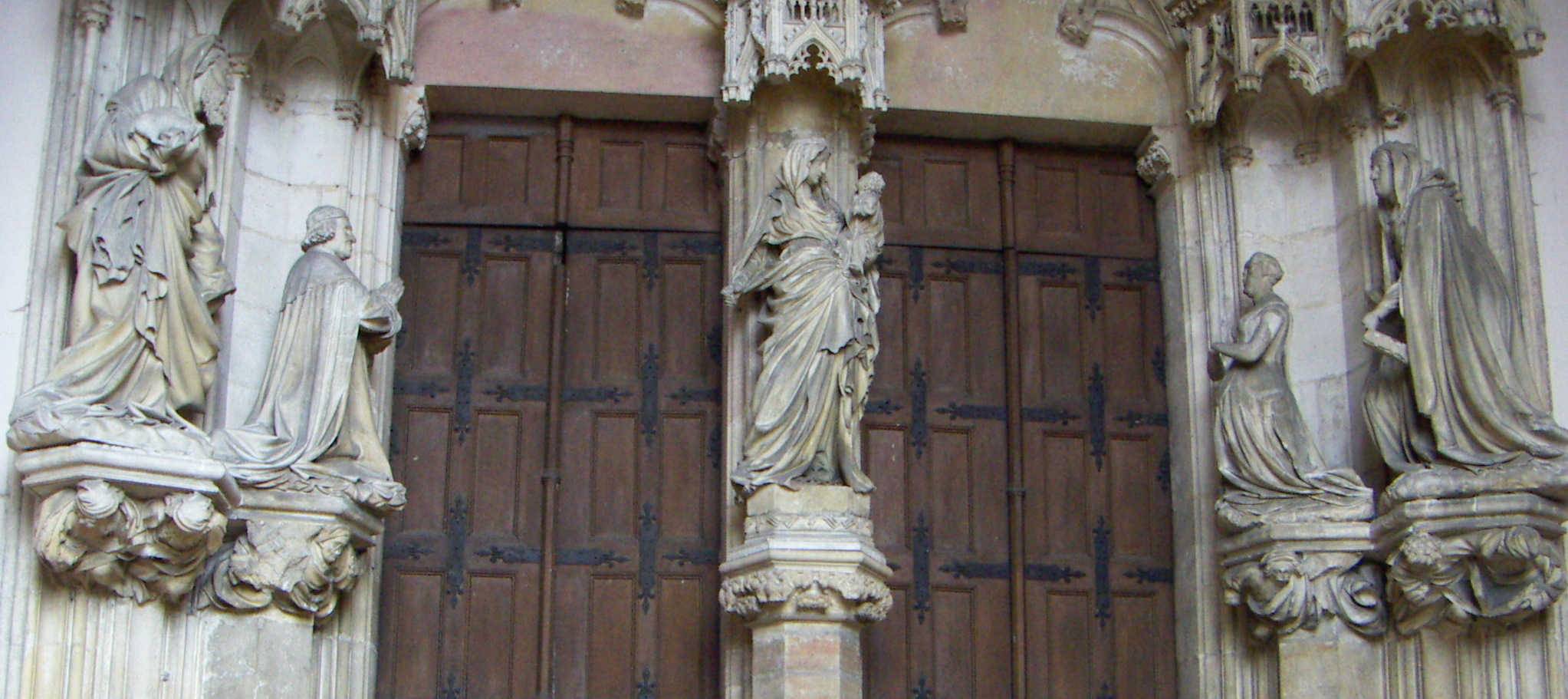
Portaal van de Chartreuse de Champmol in Dijon

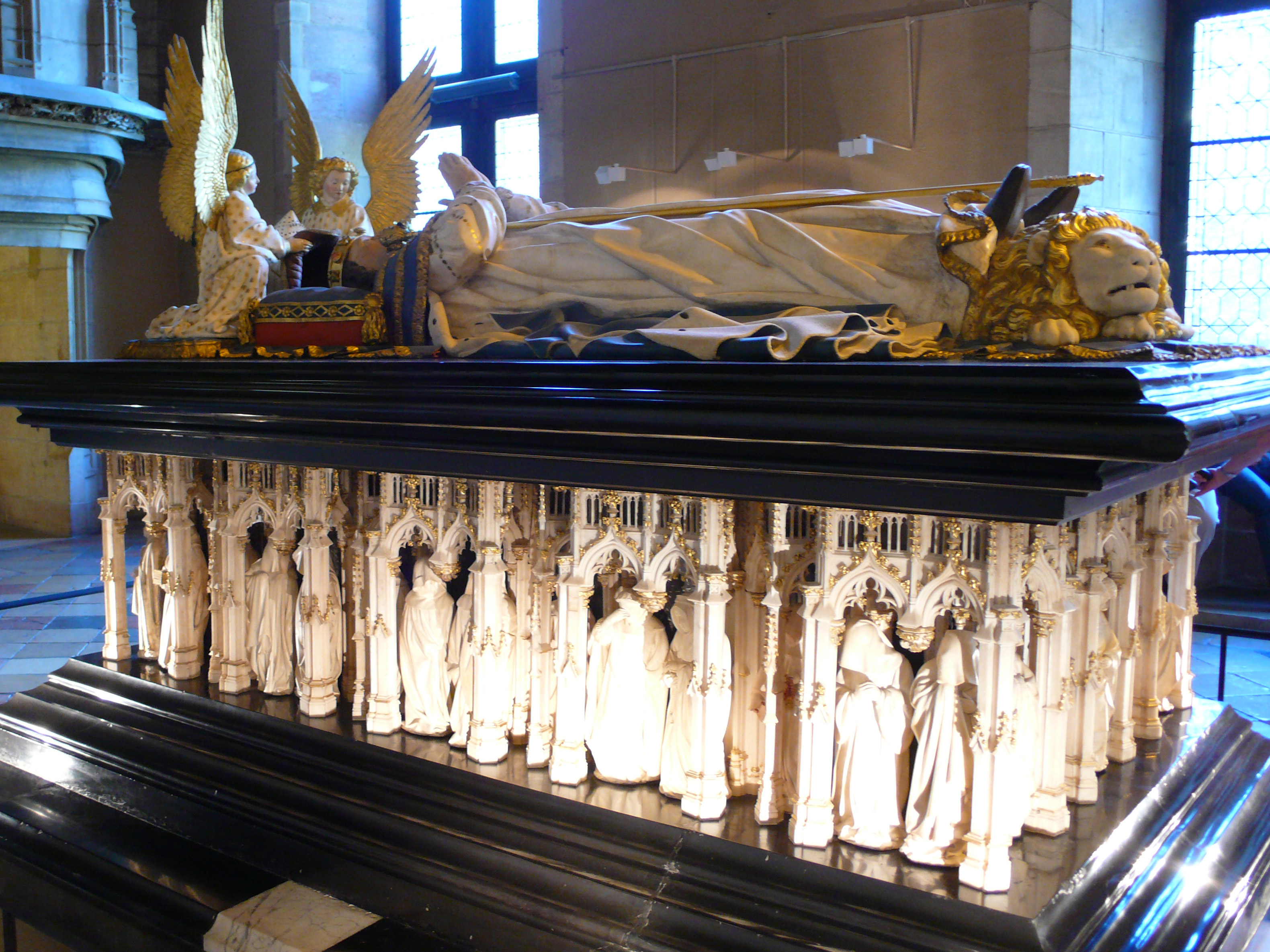
Dijon, graftombe van Filips de Stoute met pleuranten

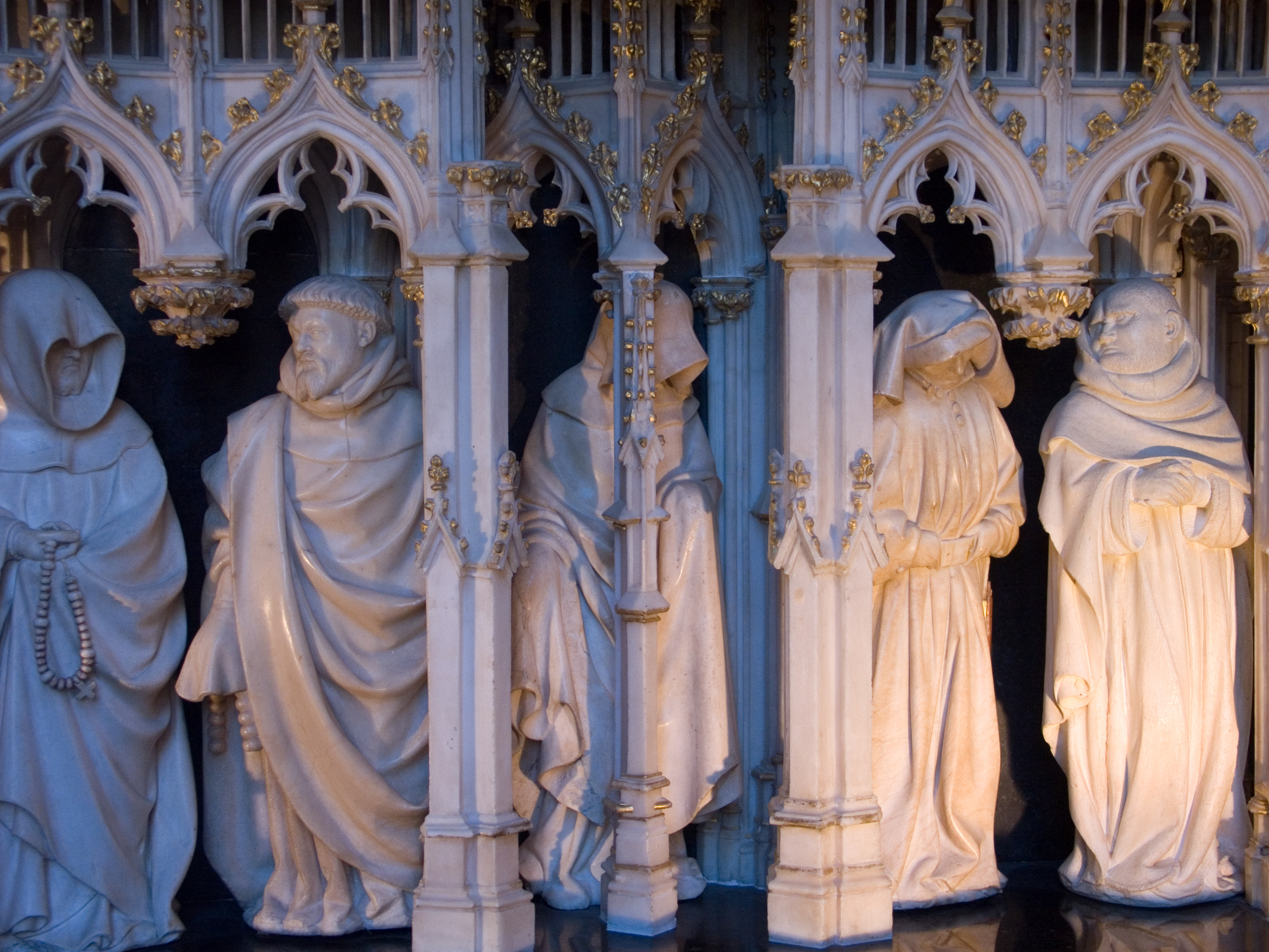
Pleuranten van het praalgraf van Filips de Stoute

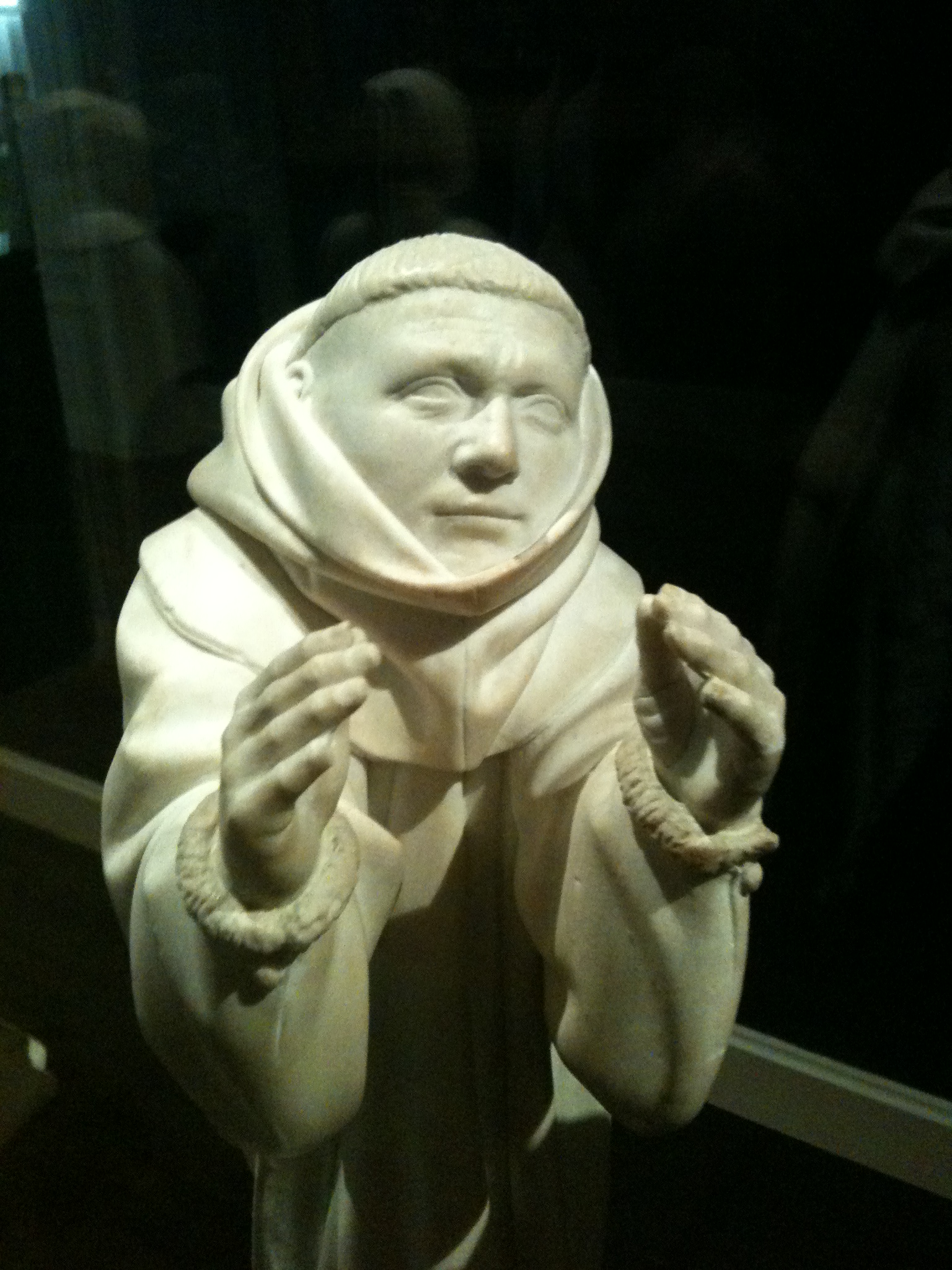
Praalgraf van Filips de Stoute: pleurant met opgeheven handen

Claus Sluter (Haarlem, circa 1350 – Dijon, 1406) was een beeldhouwer uit het graafschap Holland. In moderne bronnen wordt zijn voornaam ook wel geschreven als Klaas of Claes. Hij geldt als grondlegger van de Hollandse beeldhouwkunst, maar werkte vanaf 1385 aan het Bourgondische hof in Dijon. Doordat hij afstand nam van geijkte stijlen en mensen realistisch weergaf, geldt hij als een groot vernieuwer, die de weg vrijmaakte voor het realisme van de Vlaamse Primitieven en de gebroeders van Eyck.

## Biografie
De naam "Claes de Slutere van Herlam" is ingeschreven in het register van de Gilde van Steenhouwers en Beeldhouwers van Brussel rond de jaren 1379/1380. Vervolgens verhuisde hij naar de Bourgondische hoofdstad Dijon waar hij in 1385 werd aangenomen als assistent van Jean de Marville, hofbeeldhouwer van Filips de Stoute. Hij kende mogelijk Jean de Marville al uit zijn tijd in Brussel, waar deze een eigen atelier had geleid, en ze werkten samen aan beelden voor het hertogelijk paleis van 1385 tot 1389. Na het overlijden van Jean de Marville in 1389 tot zijn eigen overlijden was hij zelf hofbeeldhouwer en was daarmee gerechtigd de titel Valet de chambre te dragen. Hij werd in die hoedanigheid opgevolgd door zijn neef Claus van de Werve.

## Werken
Hoewel in die tijd de Laatgotische Internationale Stijl nog in volle bloei was, streefde Sluter ernaar figuren te creëren die veel levendiger waren dan die van zijn tijdgenoten in Frankrijk en het Noorden. Hij is beroemd geworden om de expressie van zijn beeldhouwwerk, zowel in de houdingen en gezichtsuitdrukkingen als de draperieën van zijn figuren. Die komt vooral tot uiting in zijn beelden van Filips de Stoute, Margaretha van Vlaanderen, de Heilige Catharina van Alexandrië en Johannes de Doper in het kloosterportaal en zijn beelden van de Mozesput in het kartuizer klooster Champmol in Dijon.
Sluter maakte ook enkele beelden voor het praalgraf van de Bourgondische hertog Filips de Stoute (zie Praalgraven van Filips de Stoute, Jan zonder Vrees en Margaretha van Beieren). Het meest opvallend daarin zijn de rijen lage, albasten beelden Deze zogenoemde pleuranten of beweners meten veertig centimeter en staan onder de gotische spitsbogen die uitgespaard zijn in de zijkanten van het praalgraf. Deze reeds eerder toegepaste kunstvorm bereikte een hoogtepunt door de kunde van Claus Sluter en zijn leerlingen. Toen Sluter stierf waren pas twee van de veertig pleuranten gereed. De overige werden door zijn neef Claus van de Werve vervaardigd.
De historicus Johan Huizinga, die kritisch een overdaad aan expressiviteit signaleerde bij Sluter of zijn opdrachtgevers, omschreef de pleuranten niettemin als de diepste en waardigste verbeelding van de rouw, een dodenmars in steen. De uiterst gedetailleerde sculpturen kunnen gezien worden als individuele kunstwerken. Ze vormen een exposé van rouwende figuren, waarin uit statusoverwegingen alle belangrijke aanwezigen bij de begrafenis afgebeeld moesten worden. In plaats van traditionele bas-reliëfs verkoos Sluter vrijstaande beelden. Zijn meesterschap blijkt in de verhoudingen en de elegantie houding van de figuren, het uitgekiende handenspel en de natuurlijke drapering van de gewaden.
In het voormalige kartuizerklooster Chartreuse de Champmol zijn de beelden in het kloosterportaal van de hand van Sluter evenals de beelden van de Mozesput. Zijn grafmonument voor Filips de Stoute (evenals dat van Jan Zonder Vrees ontworpen door Claus van de Werve) bevond zich vóór de Franse Revolutie in de kapel van Champmol; thans zijn beide tentoongesteld in het voormalig hertogelijk paleis, in het deel dat nu het Musée des Beaux-Arts de Dijon is.
Sluters drie hoofdwerken bevinden zich in Dijon: de portaalbeelden, het praalgraf van Filips de Stoute en de Mozesput. Dit zijn de enige drie werken die met zekerheid aan Sluter kunnen worden toegeschreven.
Het Rijksmuseum Amsterdam kocht in het voorjaar van 2021 de 57 centimeter hoge palmhouten calvarie, die de kruisiging van Christus met Maria en Johannes de Evangelist in beeld brengt. Onderzoek na de aankoop toonde de bijzondere kenmerken die het museum de overtuiging gaven dat het werk van Sluters atelier kwam. Er bleek een duidelijke verwantschap met de stijl en motieven uit de hoofdwerken, wat tot uiting komt in de naturalistische arbor crucis, de helmachtige doornenkroon en de leeuwin met welpen. Die dierfiguren zijn zeldzaam als symbolen voor Jezus' wederopstanding.

## Mozesput
De Mozesput met de zes profetenfiguren Mozes, David, Jeremia, Zacharia, Daniël en Jesaja (1396 – 1404) is het beroemdste werk van Sluter. Het bevindt zich in de Chartreuse de Champmol in Dijon en is een restant van een grotere calvarie.

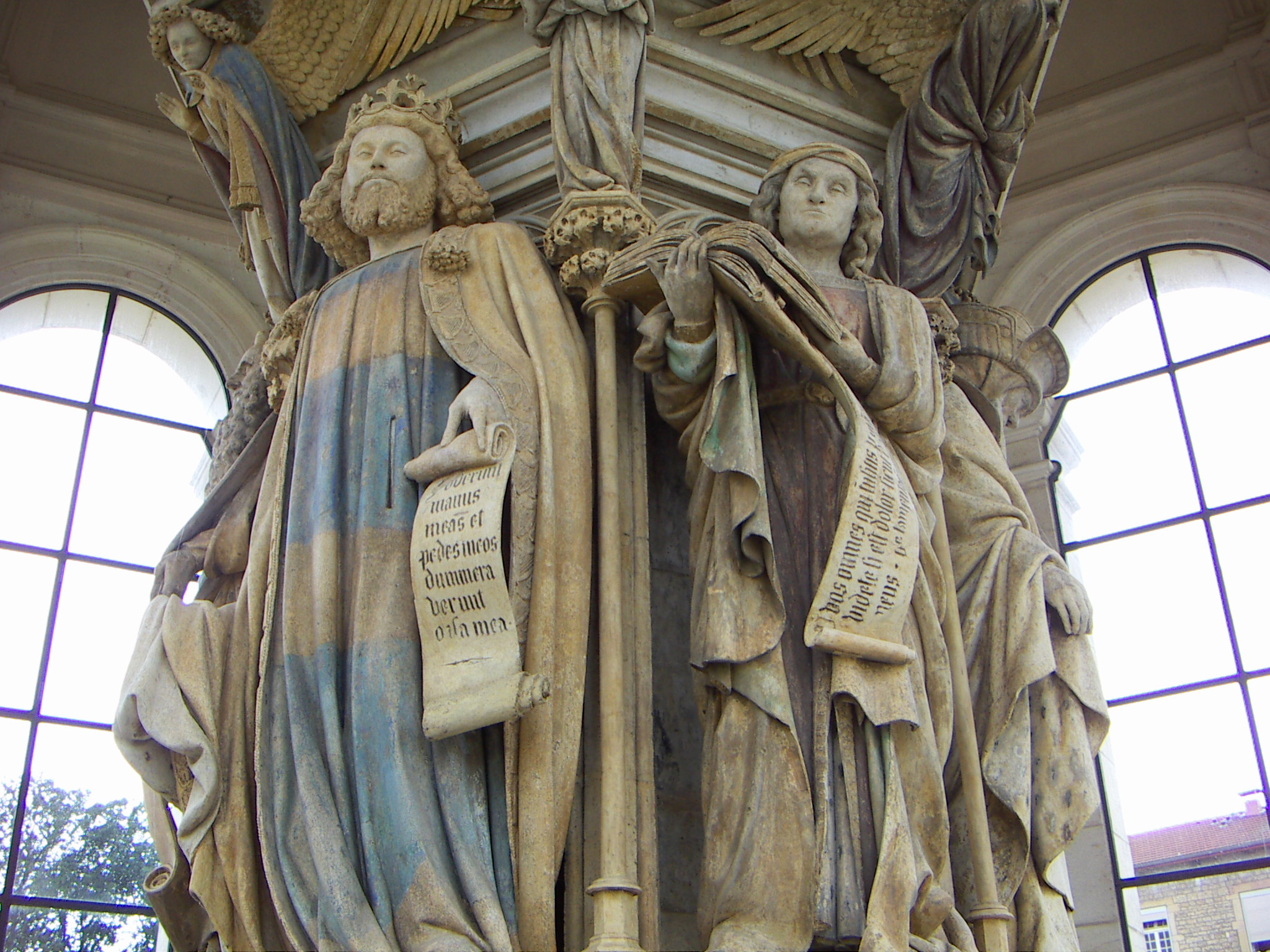
Mozesput
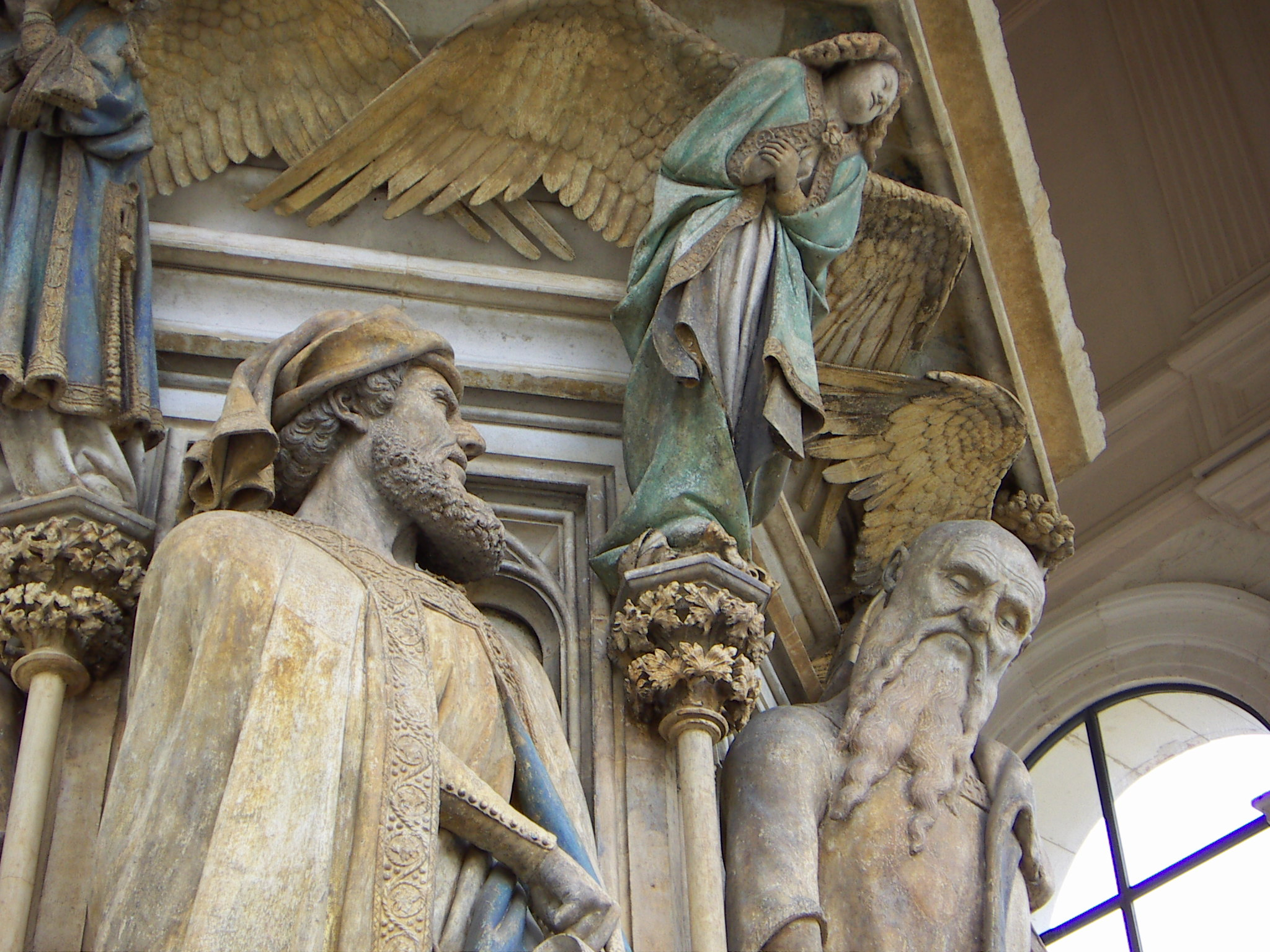
Detail Mozesput